# World Series of Snooker
World Series of Snooker - seria nierankingowych, zaproszeniowych turniejów snookerowych, organizowanych przez spółkę FSTC Sports Management. Na każdy z takich turniejów zapraszani są najlepsi lokalni i światowi gracze (z pierwszej 20-ki światowego rankingu snookerowego).
Początkowo seria miała być rozgrywana w stolicach Jersey, Niemiec, Polski oraz Rosji, z dodatkowym miastem, w którym miał się rozegrać finał serii roku 2008. Po pierwszych turniejach eliminacyjnych zdecydowano jednak o skróceniu serii do trzech pierwszych miast, a finał ma odbyć się w Moskwie. W szerszej perspektywie turnieje mają rozgrywać się w coraz większej ilości zakątków świata, a docelowo około 2010 roku takich miast ma być od 8 do 10.
Prekursorem całej serii zorganizowanym przez tę samą spółkę był warszawski turniej Warsaw Snooker Tour rozegrany w czerwcu 2007.
Na całą Europę relacje z turniejów transmitowała komercyjna stacja Eurosport.
Turnieje zaprzestały być rozgrywane po tym jak ujawniono nagranie z Johnem Higginsem, na którym Szkot godził się na ustawianie meczów w ramach zawodów z cyklu World Series of Snooker. Po upublicznieniu taśm zawodnik został zawieszony na pół roku.

## Turnieje serii
| Data                    | Miasto       | Zwycięzca    | II miejsce   | Wynik finału | Seria |
| ----------------------- | ------------ | ------------ | ------------ | ------------ | ----- |
| 21-22 czerwca 2008      | Saint Helier | John Higgins | Mark Selby   | 6–3          | 2008  |
| 12-13 lipca 2008        | Berlin       | Graeme Dott  | Shaun Murphy | 6–1          | 2008  |
| 25-26 października 2008 | Warszawa     | Ding Junhui  | Ken Doherty  | 6–4          | 2008  |
| 22-23 listopada 2008    | Moskwa       | John Higgins | Ding Junhui  | 5–0          | 2008  |
| 8-10 maja 2009          | Portimão     | Shaun Murphy | John Higgins | 6-2          | 2008  |
| 16-17 maja 2009         | Killarney    | Shaun Murphy | Jimmy White  | 5-1          | 2009  |
| 17-18 października 2009 | Praga        | Jimmy White  | Graeme Dott  | 5-3          | 2009  |

Na zielono zaznaczono turnieje finałowe danej serii.